# Bărbatul care iubea femeile (film)
Bărbatul care iubea femeile (titlu original: The Man Who Loved Women) este un film american de comedie din 1983 regizat de Blake Edwards. Rolurile principale au fost interpretate de actorii Burt Reynolds, Julie Andrews și Kim Basinger. Este o refacere a filmului lui François Truffaut din 1977, L'Homme qui aimait les femmes.

## Prezentare
Este o cronică a afacerilor unui artist, așa cum sunt spuse din perspectiva psihanalistului și eventualei iubite. Ea povestește despre dragostea lui obsesivă pentru alte femei, ceea ce duce la moartea lui.

## Distribuție
- Burt Reynolds - David Fowler
- Julie Andrews - Marianna
- Kim Basinger - Louise Carr
- Marilu Henner - Agnes Chapman
- Cynthia Sikes - Courtney Wade
- Jennifer Edwards - Nancy
- Sela Ward - Janet Wainwright
- Ellen Bauer - Svetlana
- Denise Crosby - Enid
- Tracy Vaccaro - Legs
- Barry Corbin - Roy Carr
- Roger Rose - Sergeant Stone